# Nowopetriwka (Henitschesk)
Nowopetriwka (ukrainisch Новопетрівка; russisch Новопетровка Nowopetrowka) ist ein Dorf im Nordosten der ukrainischen Oblast Cherson mit etwa 550 Einwohnern (2001).

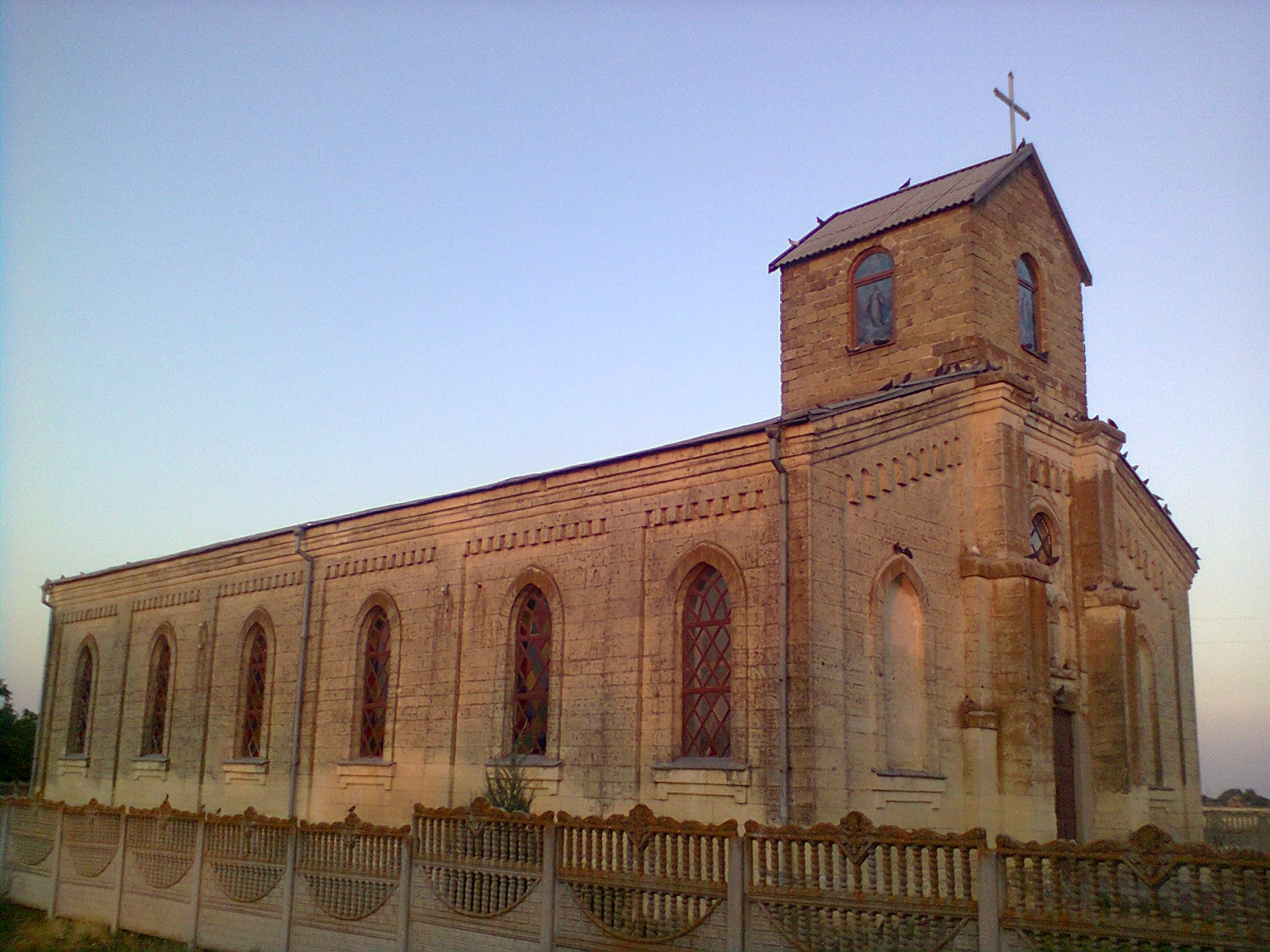
Mariä-Himmelfahrt-Kirche im Dorf

Das 1887 von Einwanderern aus dem Gouvernement Kiew gegründete Dorf liegt auf einer Höhe von 69 m, 26 km nördlich vom ehemaligen Rajonzentrum Nyschni Sirohosy und etwa 185 km nordöstlich vom Oblastzentrum Cherson. Östlich vom Dorf verläuft die Territorialstraße T–22–08.
Am 12. Juni 2020 wurde das Dorf ein Teil der neugegründeten Siedlungsgemeinde Nyschni Sirohosy, bis dahin bildete es zusammen mit dem Dorf Kossakiwka (Косаківка) die gleichnamige Landratsgemeinde Nowopetriwka (Новопетрівська сільська рада/Nowopetriwska silska rada) im Nordwesten des Rajons Nyschni Sirohosy.
Seit dem 17. Juli 2020 ist der Ort ein Teil des Rajons Henitschesk.